# Jules Melchior Brabant
Jules Melchior Joseph Brabant (Perwijs, 19 juni 1845 - 20 april 1908) was een Belgisch volksvertegenwoordiger.

## Levensloop
Brabant was landbouwer. Hij werd gemeenteraadslid in zijn geboortedorp (1878-1884).
In juli 1896 werd hij verkozen tot katholiek volksvertegenwoordiger voor het arrondissement Nijvel en behield dit mandaat tot aan zijn dood in 1908.
Zijn schoonzoon was Antoine Borboux van wie een dochter, Lily Borboux, trouwde met Pierre Wigny.  